# 波爾塔夫西克 (特羅伊齊克區)
49°57′17″N 38°29′34″E / 49.95472°N 38.49278°E
波爾塔夫斯凱（烏克蘭語：Полтавське）是位於烏克蘭東部的村莊，由盧甘斯克州斯瓦托韋區的特羅伊齊克市鎮負責管轄。該村始建於1900年，面積10.2平方公里，海拔高度161米，2001年人口106，人口密度每平方公里10.4人。